# Fritz Dettmann (Wirtschaftsfunktionär)
Fritz Dettmann (* 22. August 1921 in Kummerow; † 4. November 1972 bei Zrantscha, Oblast Pasardschik, Bulgarien) war ein deutscher Wirtschaftsfunktionär in der Deutschen Demokratischen Republik (DDR). Von 1967 bis 1972 war er Generaldirektor der Vereinigung Volkseigener Betriebe (VVB) Hochseefischerei in Rostock.

## Leben
Dettmann, Sohn eines Maurers, ging nach der Volks- und Berufsschule in die Lehre als Maschinenschlosser. 1941 wurde er in die deutsche Wehrmacht eingezogen und kämpfte im Rang eines Leutnants bis Kriegsende 1945 im Zweiten Weltkrieg. 1945 geriet er in sowjetische Kriegsgefangenschaft und war bis 1949 als Brigadier im Straßenbau in der Sowjetunion eingesetzt. In dieser Zeit besuchte er eine Antifa-Schule im Kriegsgefangenenlager 7399.
Im Dezember 1949 kehrte Dettmann nach Deutschland zurück und ließ sich in Stralsund nieder, wo er 1950 als Schlosser, später Vorarbeiter auf der Volkswerft Stralsund tätig war. Im gleichen Jahr trat er in die Freie Deutsche Jugend (FDJ) ein und begann ein Studium an der Staatlichen Ingenieurschule für Maschinenbau Wismar, welches er 1953 als Ingenieur für Schiffsmaschinenbau abschloss.
Von 1953 bis 1957 war Dettmann Konstrukteur, dann bis 1960 Hauptkonstrukteur im VEB Volkswerft Stralsund. 1955 trat er in die Sozialistische Einheitspartei Deutschlands (SED) ein. 1960 wurde er Direktor für Technik der Stralsunder Werft. Ab 1966 bekleidete er diese Funktion auch in der übergeordneten VVB Schiffbau Rostock. Von 1967 bis 1972 war Dettmann Generaldirektor der VVB Hochseefischerei in Rostock.
Am 4. November 1972 starb Dettmann beim Flugunfall der Iljuschin Il-14 LZ-ILA der Balkan Bulgarian Airlines in Bulgarien.